# Wiebesia partita
Wiebesia partita är en stekelart som beskrevs av Boucek 1988. Wiebesia partita ingår i släktet Wiebesia och familjen fikonsteklar.
Artens utbredningsområde är Papua Nya Guinea. Inga underarter finns listade i Catalogue of Life.